# Стріла (кран)

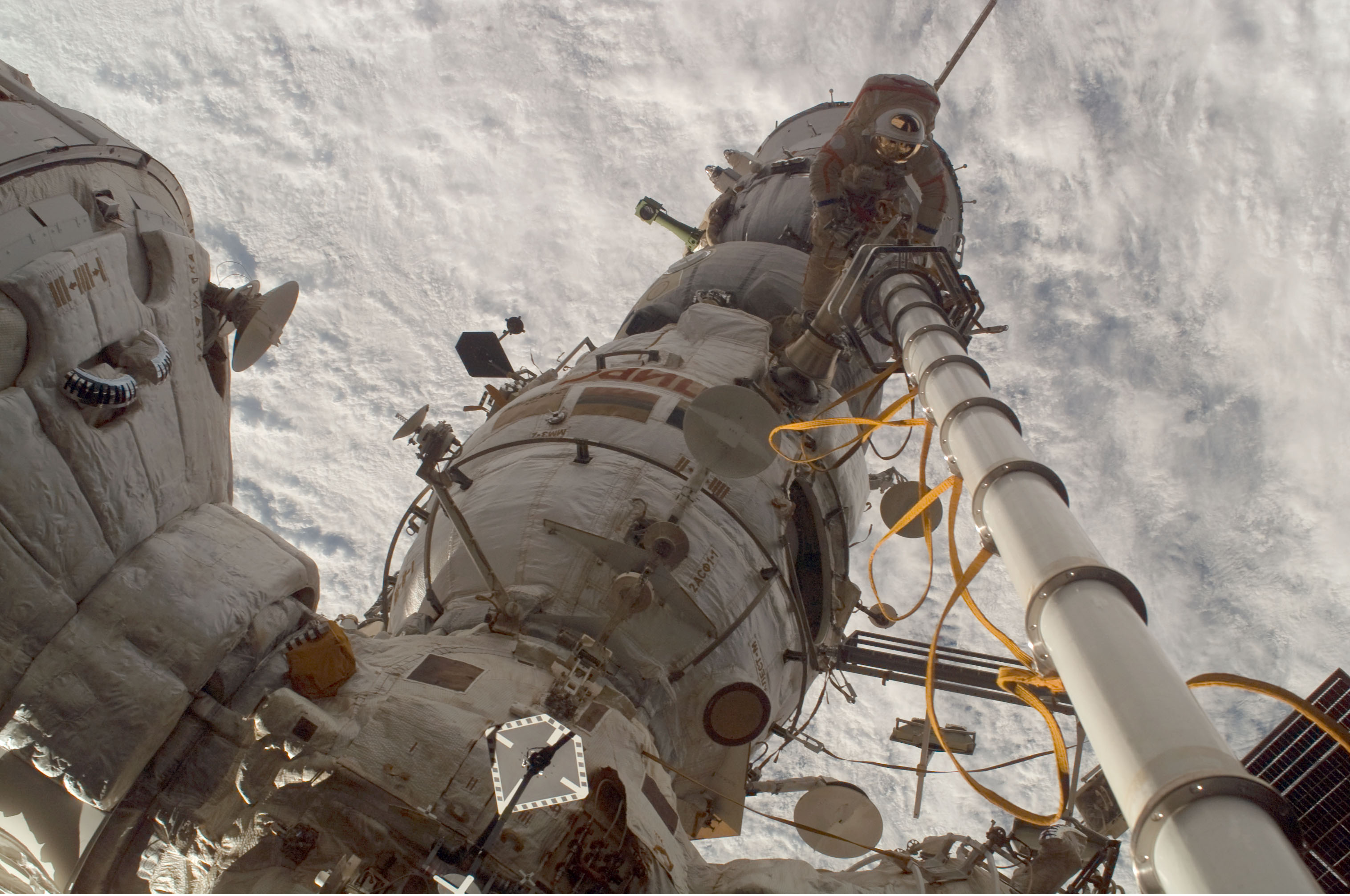
Бортінженер Кононенко фотографує командира Сергія Волкова, що працює зі Стрілою. Командир стоїть на поверхні модуля Пірс спиною до корабля «Союз». Зліва — модуль Заря, внизу зображення видно Звєзда

Вантажна Стріла (рос. Грузовая Стрела, скорочено ГСт) — вантажний кран для переміщення вантажів і космонавтів по зовнішній поверхні станції. Використовувався на радянській / російській станції «Мир» і застосовується на російському сегменті МКС.
На станції «Мир» два крана «Стріла» були доставлені на кораблі «Прогрес» і кріпилися до базового модулю. На МКС також два крани, обидва були встановлені на  модулі «Пірс», перший був доставлений під час польоту STS-96.
Потім враховуючи швидке завершення терміну служби «Пірсу» крани в 2012 році були переміщені на поверхню модулів «Поіск» і «Заря».
Кран являє собою телескопічну конструкцію здатну витягатися на довжину 15 метрів, тобто на станції «Мир» у зоні досяжності крана були всі основні модулі, а на МКС кран може переміщати вантажі по всій довжині російського сегмента.

## Стріли крана монтували на протилежних сторонах модуля Пірс
|  |  |  |